# Gorajec (Basses-Carpates)
Pour les articles homonymes, voir Gorajec.
Gorajec est une localité polonaise de la gmina de Cieszanów, située dans le powiat de Lubaczów en voïvodie des Basses-Carpates.